# Meng Yi
Meng Yi (gestorben 210 v. Chr.) war ein chinesischer Amtsträger während der Herrschaft der Qin-Dynastie. Zuletzt bekleidete er das Amt eines Ministers.

## Leben
Meng Yi entstammte einer einflussreichen Familie. Bereits sein Großvater Meng Ao hatte dem König Zhuangxiang von Qin als Feldherr gedient. Er und sein älterer Bruder Meng Tian galten als enge Vertraute Qin Shihuangdis und genossen dessen Respekt, weshalb der Kaiser ihn auch bald zum Minister ernannte. 
In diesem Amt zog er sich die Feindschaft des Obereunuchen Zhao Gao zu, als er diesen wegen einer begangenen Straftat verurteilte. Nach dem Tod des Kaisers am 10. September 210 v. Chr. rächte sich Zhao Gao, indem er eine Verschwörung mit dem Kanzler Li Si schmiedete, durch die Meng Yi in Dai gefangen genommen und wenig später getötet wurde.